# Troglodyt (hudební skupina)
Troglodyt je českobudějovická undergroundová kapela založená na přelomu sedmdesátých a osmdesátých let. Kvůli normalizační politice zůstala po celá osmdesátá léta v podzemí. Od roku 2013 vystupuje v novém složení.

## Historie
V roce 1978 se seznámil Jirka "Pastor" Zikeš s Petrem "Terym" Tajrychem a Ivanem "Matkym" Hricukem. V roce 1979 se připojil Tom Losenický a tak vznikla kapela Troglodyt. V roce 1980 vznikla rocková opera Ab Incunabulis. První vystoupení kapely se odehrálo ve Srníně na setkání tamní základní školy. V roce 1993 kapela naposledy vystoupila v budějovickém rockovém klubu Lucerna.
V roce 2012 kapela znovu začala zkoušet od roku 2013 vystupuje v plné síle ve složení: Jirka "Pastor" Zikeš (kytara, zpěv), Tom Losenický (basová kytara), Pepa "Koki" Dvořák (bicí souprava), Karolína Zikešová (klávesy) a Jirka Zikeš Junior (sólová kytara).

## Diskografie
| Rok vydání | Název alba     |
| ---------- | -------------- |
| 1996       | Ab Incunabulis |
| 1997       | Na Troglárně   |
| 1998       | Nejlepší šaty  |